# Bahnhof Emskirchen
Der Bahnhof Emskirchen ist ein Bahnhof im fränkischen Markt Emskirchen an der Bahnstrecke Fürth–Würzburg.

## Geschichte
Der Bahnhof wurde am 19. Juni 1865 zusammen mit der Bahnstrecke von Fürth über Neustadt (Aisch) nach Würzburg und der dazugehörigen ersten Aurachtalbrücke Emskirchen eröffnet.
Das 1865 errichtete dreigeschossige Empfangsgebäude des Architekten Eduard Rüber steht heute unter Denkmalschutz.
Von 1953 bis zum 22. März 2014 verfügte der Bahnhof über ein Gleisbildstellwerk der Bauart Dr S 2 von Siemens, welches zuletzt von Neustadt aus ferngesteuert wurde. Es wurde durch ein elektronisches Stellwerk der Bauart SIMIS D, ebenfalls von Siemens, ersetzt.
Östlich vom Bahnhof liegt die Brücke über die Aurach, die 2016 erneuert wurde; dabei wurde die Strecke östlich des Bahnhofs auch neu trassiert.
Zum Fahrplanwechsel 2021/2022 am 12. Dezember 2021 wurde die bisherige Regionalbahnlinie RB 10 Nürnberg Hbf–Neustadt (Aisch) durch die neue Linie S6 der S-Bahn Nürnberg ersetzt.
Außer einem Ausweich- und Überholgleis am Mittelbahnsteig gibt es 2025 keine weiteren Gleisanlagen.

## Bedienung
| Linie                    | Linienverlauf                                                                            | Takt    | Betreiber       |
| ------------------------ | ---------------------------------------------------------------------------------------- | ------- | --------------- |
| RE 10                    | Mainfrankenbahn Würzburg – Rottendorf – Neustadt (Aisch) – Emskirchen – Fürth – Nürnberg | 60 Min. | DB Regio Bayern |
| S6                       | S-Bahn Nürnberg Neustadt (Aisch) – Emskirchen – Siegelsdorf – Fürth – Nürnberg           | 60 Min. | DB Regio Bayern |
| Stand: 15. Dezember 2024 |                                                                                          |         |                 |